# Henderson (Familienname)
Henderson ist ein schottischer Familienname.

## Herkunft und Bedeutung
Henderson bedeutet „Sohn des Henry“ und entspricht damit deutschen Patronymen wie Hinrichs und Heinsohn.

## Varianten
- Henson

## Namensträger

### A
- Ainslie Henderson (* 1979), schottischer Sänger und Texter
- Alan Henderson (1972), US-amerikanischer Basketballspieler
- Albert Henderson (1881–1947), kanadischer Fußballspieler
- Alexander Henderson (Theologe) (um 1583–1646), schottischer Theologe
- Alexander Henderson (Politiker, 1738) (1738–1815), US-amerikanischer Politiker
- Alexander Henderson (Mediziner) (1780–1863), schottischer Arzt und Buchautor
- Alexander Henderson (Fotograf) (1831–1913), schottisch-kanadischer Fotograf
- Alexander Lamont Henderson (1838–1907), britischer Fotograf
- Alexander Henderson (Politiker, 1860) (1860–1940), kanadischer Politiker
- Alice Henderson, US-amerikanische Dichterin
- Andrew Henderson (* 1980), schottischer Rugby-Union-Spieler
- Andrew James Henderson (* 1950), Botaniker
- Ann Henderson-Sellers (* 1952), australische Klimatologin
- Anna Henderson (* 1998), britische Radrennfahrerin
- Archibald Henderson (Politiker) (1768–1822), US-amerikanischer Politiker
- Archibald Henderson (Offizier) (1783–1859), US-amerikanischer General des Marine Corps
- Archibald Henderson (Mathematiker) (1877–1963), US-amerikanischer Mathematiker
- Arthur Henderson (1863–1935), britischer Politiker
- Arthur Henderson, Baron Rowley (1893–1968), britischer Rechtsanwalt und Politiker (Labour Party)

### B
- Barry Henderson (* 1936), britischer Politiker
- Bennett H. Henderson (1784–nach 1817), US-amerikanischer Politiker
- Benny Henderson junior (* 1975), US-amerikanischer Boxer
- Bertha Henderson (um 1900–nach 1928), US-amerikanische Bluessängerin
- Bill Henderson (Fußballspieler, 1878) (1878–??), schottischer Fußballspieler
- Bill Henderson (Fußballspieler, 1883) (1883–??), schottischer Fußballspieler
- Bill Henderson (Fußballspieler, 1898) (1898–1964), schottischer Fußballspieler
- Bill Henderson (Fußballspieler, 1899) (1899–1934), englischer Fußballspieler
- Bill Henderson (Fußballspieler, 1920) (1920–1965), schottischer Fußballspieler
- Bill Henderson (Jazzsänger) (1926–2016), US-amerikanischer Jazzsänger und Schauspieler
- Bill Henderson (Pianist) (* um 1945), US-amerikanischer Jazzpianist und Keyboarder
- Bill Henderson (Sänger) (* 1944), kanadischer Liedtexter und Sänger
- Billy Henderson (Fußballspieler) (1900–1934), englischer Fußballspieler
- Billy Henderson (Sänger) (1939–2007), US-amerikanischer Soulsänger und Songschreiber
- Bobby Henderson (Pianist) (1910–1969), US-amerikanischen Pianist
- Bobby Henderson (Fußballspieler) (1917–2006), schottischer Fußballspieler
- Bobby Henderson (Autor) (* 1980), US-amerikanischen Autor
- Brian Henderson (* 1986), französisch-kanadischer Eishockeyspieler
- Brian Henderson (Mediziner) († 2015), US-amerikanischer Mediziner und Hochschullehrer
- Bugs Henderson (1943–2012), US-amerikanischer Bluesmusiker

### C
- C. J. Henderson (Autor) (1951–2014), US-amerikanischer Autor
- C. J. Henderson (Footballspieler) (* 1998), US-amerikanischer American-Football-Spieler
- Camille Henderson, kanadische Sängerin
- Caroline Henderson (* 1962), schwedische Sängerin
- Caspar Henderson, britischer Journalist
- Cedric Henderson (Basketballspieler, 1965) (1965–2023), US-amerikanischer Basketballspieler
- Cedric Henderson (Basketballspieler, 1975) (Cedric Earl Henderson; * 1975), US-amerikanischer Basketballspieler
- Cedric Henderson (Schauspieler), US-amerikanischer Schauspieler
- Charles Henderson (Politiker, 1860) (1860–1937), US-amerikanischer Politiker (Alabama)
- Charles Henderson (Politiker, 1883) (1883–1957), kanadischer Politiker
- Charles Henderson (Komponist) (1907–1970), US-amerikanischer Musiker, Songwriter, Arrangeur und Texter
- Charles Henderson (Gewichtheber) (1922–2019), australischer Gewichtheber
- Charles B. Henderson (1873–1954), US-amerikanischer Politiker (Nevada)
- Charles Roy Henderson (1911–1989), US-amerikanischer Genetiker und Statistiker
- Chuck Henderson (* 1955), US-amerikanischer Jazzmusiker
- Chris Henderson (* 1970), US-amerikanischer Fußballspieler
- Christina Henderson (1861–1953), neuseeländische Lehrerin, Herausgeberin, Feministin, Prohibitionistin und Sozialreformerin
- Claire Henderson (* 1971), nordirische Badmintonspielerin
- Claude Henderson, südafrikanischer Cricketspieler
- Craig Henderson (* 1987), neuseeländischer Fußballspieler

### D
- Dan Henderson (* 1970), US-amerikanischer Ringer und Mixed-Martial-Arts-Kämpfer
- Darius Henderson (* 1981), englischer Fußballspieler
- Darrell Henderson (* 1997), US-amerikanischer American-Football-Spieler
- Dave Henderson (Eishockeyspieler) (* 1952), französisch-kanadischer Eishockeyspieler und -trainer
- Dave Henderson (Baseballspieler) (1958–2015), US-amerikanischer Baseballspieler
- David Henderson (Offizier) (1862–1921), britischer Offizier
- David Henderson (Ökonom) (1927–2018), britischer Ökonom und Umweltwissenschaftler
- David Henderson (Basketballspieler) (* 1964), US-amerikanischer Basketballspieler und -trainer
- David B. Henderson (1840–1906), US-amerikanischer Politiker
- David Lee Henderson (* 1958), US-amerikanischer Baseballspieler
- David N. Henderson (1921–2004), US-amerikanischer Politiker
- David R. Henderson (* 1950), kanadischer Ökonom
- Dean Henderson (* 1997), englischer Fußballtorwart
- Dell Henderson (1877–1956), US-amerikanischer Regisseur, Schauspieler und Drehbuchautor
- Derek Henderson (Cricketspieler) (1926–2019), englischer Cricketspieler
- Derek Scott Henderson (1929–2019), südafrikanischer Informatiker und Hochschullehrer
- Devery Henderson (* 1982), US-amerikanischer American-Football-Spieler
- Dickie Henderson, britischer Comedian
- Don Henderson (Schauspieler) (1931–1997), britischer Schauspieler
- Don Henderson (Sänger) (1937–1991), australischer Sänger
- Donald Henderson (Schriftsteller) (1905–1945), englischer Schriftsteller
- Donald A. Henderson (1928–2016), US-amerikanischer Epidemiologe
- Douglas Henderson (Fußballspieler) (1913–2002), englischer Fußballspieler
- Douglas Henderson (Diplomat) (1914–2010), US-amerikanischer Diplomat
- Douglas Henderson (Schauspieler) (1919–1978), US-amerikanischer Schauspieler
- Douglas Henderson (Physikochemiker) (1934–2020), kanadisch-US-amerikanischer Physikochemiker
- Douglas Henderson (Politiker, 1935) (1935–2006), schottischer Politiker (SNP)
- Douglas Henderson (Politiker, 1949) (* 1949), britischer Politiker (Labour Party)
- Douglas Henderson (Leichtathlet) (* 1956), deutscher Leichtathlet
- Douglas Henderson (Musiker) (* 1960), US-amerikanischer Musiker, Komponist und Instrumentenbauer
- Doug Henderson (* 1969), US-amerikanischer Illustrator und Künstler
- Douglas Mackay Henderson (1927–2007), britischer Mykologe
- Douglass Miles Henderson (1938–1996), US-amerikanischer Botaniker
- Duncan Henderson (1949/50–2022), US-amerikanischer Filmproduzent

### E
- E. J. Henderson (* 1980), US-amerikanischer  American-Football-Spieler
- Eddie Henderson (Edward Jackson Henderson; * 1940), US-amerikanischer Jazzmusiker
- Edith Henderson (1911–2005), US-amerikanische Landschaftsarchitektin
- Edmonia Henderson (1900–1947), US-amerikanische Sängerin
- Edward Barry Henderson (1910–1986), Bischof von Bath and Wells
- Edward Firth Henderson (1917–1995), britischer Diplomat
- Edwin Bancroft Henderson (1883–1977), US-amerikanischer Sportler und Sporthistoriker
- Ella Henderson (* 1996), britische Singer-Songwriterin
- Euan Henderson (Snookerspieler) (* 1967), schottischer Snookerspieler
- Euan Henderson (Fußballspieler) (* 2000), schottischer Fußballspieler
- Eugénie J. A. Henderson (Eugénie Henderson, Eugénie Jane Andrina Henderson; 1914–1989), britische Linguistin
- Evan James Henderson, US-amerikanischer Schauspieler, Filmproduzent und Drehbuchautor
- Ewan Henderson (* 2000), schottischer Fußballspieler

### F
- Fletcher Henderson (1897–1952), US-amerikanischer Jazzpianist, Bandleader und Komponist
- Florence Henderson (1934–2016), US-amerikanische Schauspielerin
- Frederick Henderson (* 1958), US-amerikanischer Manager

### G
- Gail Patrick Henderson, britischer Brigadegeneral und Militärgouverneur
- Geoffrey Henderson (* 1961), Jurist aus Trinidad und Tobago und Richter am Internationalen Strafgerichtshof
- George Henderson (Militärhistoriker) (1854–1903), britischer Militärhistoriker
- George Henderson (Fußballspieler, 1873) (1873–??), schottischer Fußballspieler
- George Henderson (Fußballspieler, 1879) (1879–1930), schottischer Fußballspieler
- George Henderson (Fußballspieler, 1902) (1902–1975), schottischer Fußballspieler
- George Henderson (Fußballspieler, 1946) (1946–1991), englischer Fußballspieler
- George Cockburn Henderson (1870–1944), australischer Historiker
- George Gerald Henderson (1862–1942), englischer Chemiker
- George Wylie Henderson (1904–1965), US-amerikanischer Autor
- Gerald Henderson Sr. (* 1956), US-amerikanischer Basketballspieler
- Gerald Henderson Jr. (* 1987), US-amerikanischer Basketballspieler
- Gerard Henderson, australischer Journalist und Kommentator
- Gordon Henderson, kanadischer Jurist
- Graham Henderson (* 1961), irischer Badmintonspieler
- Greg Henderson (* 1976), neuseeländischer Radrennfahrer
- Gus Henderson, US-amerikanischer Fußballtrainer

### H
- Hamish Henderson, schottischer Musikproduzent
- Harold Gould Henderson (1889–1974), US-amerikanischer Japanologe
- Harvest Henderson, US-amerikanischer Künstler
- Hazel Henderson (1933–2022), US-amerikanische Zukunftsforscherin
- Herb Henderson, australischer Fußballspieler
- Horace Henderson (1904–1988), US-amerikanischer Jazzmusiker

### I
- Iain Henderson (* 1992), irischer Rugby-Union-Spieler

### J
- J. Paul Henderson (* 1948), britischer Schriftsteller
- Jackie Henderson (1932–2005), schottischer Fußballspieler
- James Henderson (Diplomat) (1783–1848), britischer Diplomat
- James Henderson (Fußballspieler, 1867) (1867–??), schottischer Fußballspieler
- James Henderson (Fußballspieler, 1870) (1870–1940), schottischer Fußballspieler
- James Henry Dickey Henderson (1810–1885), US-amerikanischer Politiker
- James Pinckney Henderson (1808–1858), US-amerikanischer Jurist und Politiker
- James Wilson Henderson (1817–1880), US-amerikanischer Politiker
- Jay Henderson (Eishockeyspieler) (Jay Elliot Henderson; * 1978), kanadischer Eishockeyspieler und -trainer
- Jay Henderson (Fußballspieler) (* 2002), schottischer Fußballspieler
- Jaylon Henderson (* 1997), US-amerikanischer American-Football-Spieler
- Jeff Henderson (* 1989), US-amerikanischer Weitspringer
- Jeffrey Henderson (* 1946), US-amerikanischer Klassischer Philologe
- Jim Henderson (* 1982), US-amerikanischer Baseballspieler
- Jock Henderson (Fußballspieler, 1874) (John Neil Henderson; 1874–1930), schottischer Fußballspieler
- Jock Henderson (Fußballspieler, 1890) (John Henderson; 1890–1957), schottischer Fußballspieler
- Jock Henderson (Fußballspieler, 1923) (John Swinton Pryde Henderson; 1923–2012), schottischer Fußballspieler
- Joe Henderson (Pianist) (1920–1980), britischer Pianist
- Joe Henderson (Gospelsänger) (1937–1964), US-amerikanischer Gospelsänger
- Joe Henderson (1937–2001), US-amerikanischer Jazz-Musiker
- Joe Henderson (Leichtathlet) (* 1943), US-amerikanischer Leichtathlet, Trainer und Autor
- Joe Henderson (Baseballspieler), US-amerikanischer Baseballspieler
- Joseph Henderson (Politiker) (1791–1863), US-amerikanischer Politiker
- Joseph Henderson (Pilot) (1826–1890), US-amerikanischer Pilot
- Joseph Henderson (Maler) (1832–1908), schottischer Maler
- Joseph Henderson (Soldat) (1869–1938), US-amerikanischer Soldat
- Joseph Henderson, 1. Baron Henderson of Ardwick (1884–1950), britischer Politiker (Labour Party)
- Joseph L. Henderson (1903–2007), US-amerikanischer Psychologe
- John Henderson (Oberst) (1605–1659), Dragonerführer im Dreißigjährigen Krieg
- John Henderson, 1. Baronet (1626–1683), schottischer Adliger
- John Henderson (Politiker) (1797–1857), US-amerikanischer Politiker, Senator (Mississippi)
- John Henderson (Architekt) (1804–1862), schottischer Architekt
- John Henderson (Fußballspieler, 1865) (1865–1932), schottischer Fußballspieler
- John Henderson (Rugbyspieler) (1930–2006), schottischer Rugby-Union-Spieler
- John Henderson (Eishockeyspieler) (* 1933), kanadischer Eishockeyspieler
- John Henderson (Fußballspieler, 1941) (* 1941), schottischer Fußballspieler
- John Henderson (Historiker) (* 1949), britischer Historiker
- John Henderson (Regisseur) (* 1949), britischer Film- und Fernsehregisseur
- John Henderson (* 1971), US-amerikanischer Schriftsteller; siehe John Wray (Schriftsteller)
- John Henderson (Dartspieler) (* 1973), schottischer Dartspieler
- John Henderson (Footballspieler) (* 1979), US-amerikanischer Footballspieler
- John B. Henderson (1826–1913), US-amerikanischer Politiker
- John E. Henderson (1917–1994), US-amerikanischer Politiker
- John Graham Wilmot Henderson (* 1948), britischer Klassischer Philologe
- John Oliver Henderson (1909–1974), US-amerikanischer Richter
- John Robertson Henderson (1863–1925), britischer Zoologe
- John S. Henderson (1846–1916), US-amerikanischer Politiker
- Jordan Henderson (* 1990), englischer Fußballspieler
- Josh Henderson (* 1981), US-amerikanischer Schauspieler
- Julian Henderson (Archäologe) (* 1953), britischer Archäologe und Hochschullehrer
- Julian Henderson (Bischof) (* 1954), britischer Theologe und Geistlicher, Bischof von Blackburn

### K
- Katherine Henderson (1909–2002), US-amerikanische Bluessängerin
- Kelo Henderson (1923–2019), US-amerikanischer Schauspieler und Kunstschütze
- Kelson Henderson (* 1975), australischer Schauspieler

### L
- Lauren Henderson (* 1986), US-amerikanische Jazzsängerin
- Lawrence J. Henderson (1878–1942), US-amerikanischer Chemiker und Biologe
- Lee Henderson (* 1974), kanadischer Schriftsteller und Journalist
- Liam Henderson (Fußballspieler, 1989) (* 1989), englischer Fußballspieler
- Liam Henderson (Fußballspieler, 1996) (* 1996), schottischer Fußballspieler
- Logan Henderson (* 1989), US-amerikanischer Schauspieler, Tänzer, Rapper und Sänger
- Louis Fourniquet Henderson (1853–1942), nordamerikanischer Botaniker
- Louise Henderson (1902–1994), französisch-neuseeländische Malerin, Kunsthandwerkerin und Lehrer für Kunst und Kunsthandwerk
- Loy W. Henderson (1892–1986), US-amerikanischer Diplomat
- Luther Henderson (1919–2003), US-amerikanischer Komponist und Arrangeur
- Lyn Alicia Henderson, US-amerikanische Schauspielerin

### M
- Mac Henderson (* 1934), schottischer Badmintonspieler
- Marie Thérèse Henderson, schottische Komponistin und Sängerin
- Marjorie Henderson (1905–2000), englische Badmintonspielerin
- Mark Henderson (* 1969), US-amerikanischer Schwimmer
- Martin Henderson (* 1974), neuseeländischer Schauspieler
- Mary Henderson (1912–2006), kanadische Sängerin und Musikpädagogin
- Mary H. J. Henderson (1874–1938), schottisch-britische Dichterin, Frauenrechtlerin und Administratorin im Scottish Women’s Hospitals for Foreign Service
- Matt Henderson (* 1974), US-amerikanischer Eishockeyspieler
- Mavis Henderson (* um 1917), englische Badmintonspielerin
- Mayda Doris Henderson (1928–2015), südafrikanische Botanikerin
- Melissa Henderson (* 1989), US-amerikanische Fußballspielerin
- Meredith Henderson (* 1983), kanadische Schauspielerin
- Michael Henderson (1951–2022), US-amerikanischer Bassist
- Monique Henderson (* 1983), US-amerikanische Leichtathletin
- Murray Henderson (Eishockeyspieler) (1921–2013), kanadischer Eishockeyspieler
- Murray Henderson (Rugbyspieler) (* 1959), neuseeländischer Rugby-Union-Spieler
- Murray Henderson (Fußballspieler) (* 1980), schottischer Fußballspieler

### N
- Nevile Henderson (1882–1942), britischer Diplomat
- Nicholas Henderson (1919–2009), britischer Diplomat und Autor
- Nicholas Henderson (Eishockeyspieler) (* 1990), neuseeländischer Eishockeyspieler
- Nigel Henderson (1917–1985), britischer Fotograf
- Nikki Henderson (* 1993), britische Profiseglerin
- Noel Henderson (1928–1997), irischer Rugby-Union-Spieler

### P
- Patricia J. Henderson (* 1967), kanadische Kostümbildnerin
- Paul Henderson (Segler) (* 1934), kanadischer Segler
- Paul Henderson (Journalist) (* 1939), US-amerikanischer Journalist
- Paul Henderson (Eishockeyspieler) (* 1943), kanadischer Eishockeyspieler
- Paul Henderson (Basketballspieler) (* 1956), US-amerikanisch-französischer Basketballspieler
- Paul Henderson (Politiker) (* 1962), australischer Politiker
- Paul Henderson (Rugbyspieler) (* 1964), neuseeländischer Rugby-Union-Spieler
- Paul Henderson (Leichtathlet) (* 1971), australischer Leichtathlet
- Paul Henderson (Cricketspieler) (* 1974), englischer Cricketspieler
- Paul Henderson (Fußballspieler) (* 1976), australischer Fußballspieler
- Pete Henderson (1895–1940), kanadischer Autorennfahrer
- Peter Henderson, Baron Henderson of Brompton (1922–2000), britischer Staatsbeamter und Politiker

### R
- Ray Henderson (1896–1970), US-amerikanischer Songschreiber
- Rebecca Henderson (* 1980), kanadische Schauspielerin
- Rebecca Henderson (Radsportlerin) (auch Rebecca McConnell; * 1991), australische Mountainbikerin
- Rebecca Henderson (Leichtathletin) (* 2001), australische Geherin
- Rebecca M. Henderson (* 1959), US-amerikanische Ökonomin und Hochschullehrerin
- Richard Henderson (Jurist) (1735–1785), US-amerikanischer Jurist, Spekulant und Politiker
- Richard Henderson (* 1945), britischer Molekularbiologe
- Rickey Henderson (1958–2024), US-amerikanischer Baseballspieler
- Rob Henderson, irischer Rugbyspieler
- Robert Henderson (Cricketspieler) (1865–1931), englischer Cricketspieler
- Robert Henderson (Mathematiker) (1871–1942), Mathematiker
- Robert Henderson (Schauspieler) (1904–1985), amerikanischer Schauspieler
- Robert Henderson (Filmtechniker) (1915–2002), amerikanischer Filmtechniker
- Robert Henderson (Schriftsteller) (* 1947), britischer Schriftsteller
- Robert G. Henderson, Tontechniker
- Rosa Henderson (1896–1968), US-amerikanische Sängerin
- Roy Henderson (1899–2000), schottischer Sänger (Bariton) und Musikpädagoge
- Russell Henderson (1924–2015), trinidadischer Musiker
- Ruth Watson Henderson (* 1932), kanadische Komponistin, Pianistin und Musikpädagogin

### S
- Saffron Henderson, kanadische Schauspielerin
- Sam Henderson (* 1969), US-amerikanischer Cartoonist und Comicautor
- Sammy Henderson (* 1944), schottischer Fußballspieler
- Samuel Henderson (1764–1841), US-amerikanischer Politiker
- Sara Henderson, australische Schriftstellerin
- Scoot Henderson (* 2004), US-amerikanischer Basketballspieler
- Scott Henderson (Skirennläufer) (* 1943), kanadischer Skirennläufer und Trainer
- Scott Henderson (Gitarrist) (* 1954), US-amerikanischer Gitarrist
- Scott Henderson (Golfspieler) (* 1969), schottischer Golfspieler
- Sebastian Henderson, irischer Unternehmer
- Shirley Henderson (* 1965), schottische Schauspielerin
- Skitch Henderson (1918–2005), britisch-US-amerikanischer Pianist, Dirigent und Komponist
- Stella Henderson (1871–1962), neuseeländische Feministin und Journalistin; erste Frau als Parlamentsreporterin in Neuseeland und Australien
- Stephen Henderson (Schauspieler) (Stephen McKinley Henderson; * 1949), US-amerikanischer Schauspieler
- Stephen Henderson (Fußballspieler) (* 1988), irischer Fußballtorwart

### T
- Tamara Henderson (* 1982), kanadische Künstlerin
- Taylor Henderson (* 1993), australischer Popsänger
- Thomas Henderson (Politiker) (1743–1824), US-amerikanischer Politiker (New Jersey)
- Thomas Henderson (Astronom) (1798–1844), schottischer Astronom
- Thomas J. Henderson (1824–1911), US-amerikanischer Politiker

### V
- Valerie Henderson (* 1986), US-amerikanische Fußballspielerin
- Velyien E. Henderson (1877–1945), kanadischer Pharmakologe
- Vicki Butler-Henderson (* 1972), britische Rennfahrerin und Fernsehmoderatorin
- Vickie Henderson (1926–2015), US-amerikanische Tänzerin, Sängerin und Schauspielerin
- Vince Henderson (Politiker), dominicanischer Politiker (DLP)
- Vince Henderson (Schauspieler) (* 1957), britischer Schauspieler und Fernsehmoderator
- Virginia Henderson (1897–1996), US-amerikanische Krankenschwester und Autorin
- Vivian Wilson Henderson (1923–1976), US-amerikanischer Ökonom, Hochschulpräsident und Bürgerrechtler

### W
- Walter Henderson (1880–1944), britischer Hochspringer, Diskuswerfer, Weitspringer und Speerwerfer
- Wayne Henderson (Posaunist) (1939–2014), amerikanischer Jazzmusiker und Musikproduzent
- Wayne Henderson (Fußballspieler) (* 1983), irischer Fußballtorhüter
- William Henderson (Sportschütze) (* 1929), Sportschütze der Amerikanischen Jungferninseln
- William Henderson (Footballspieler) (* 1971), US-amerikanischer American-Football-Spieler
- William Henderson (Fußballspieler), schottischer Fußballspieler
- William G. Henderson (1882–1922), US-amerikanischer Motorraddesigner und Unternehmer
- William J. Henderson (* 1947), US-amerikanischer Geschäftsmann
- William James Henderson, US-amerikanischer Musikkritiker

### Y
- Yandell Henderson (1873–1944), US-amerikanischer Physiologe
- Yolande Henderson († 2015), pakistanische Hochschullehrerin

### Z
- Zenna Henderson (1917–1983), US-amerikanische Autorin